# رایپورا
رایپورا (به لاتین: Raipura) یک منطقهٔ مسکونی در بنگلادش است که در ناحیه نارسینگدی واقع شده‌است. رایپورا ۳۱۲٫۷۷ کیلومتر مربع مساحت و ۴۱۳٬۷۶۶ نفر جمعیت دارد.